# Banjo Boy

Jan & Kjeld auf Ariola in Deutschland
Valerie Masters auf Fontana in Großbritannien

Banjo Boy ist ein Foxtrott, dessen Musik und deutscher Text von Charly Niessen (1923–1990) stammt. Er wurde sowohl in Deutschland in der Version mit Jan & Kjeld wie auch international in verschiedenen Sprachen erfolgreich.

## Deutschland
Die Erstfassung von Banjo Boy schrieb Charly Niessen 1959 für den österreichischen Musikfilm Kein Mann zum Heiraten, in dem die 15 und 13 Jahre alten dänischen Brüder Jan und Kjeld Wennick mit dem Lied auftraten. In dem Lied geht es darum, dass alle großen und kleinen Leute von Tennessee vom Banjo Boy wollen „sing dein Lied“. Alle kennen es, denn es ist das schönste von der Welt, und der Banjo Boy singt es unterm blauen Himmelszelt. Der Film hatte im Januar 1960 seine Premiere in Österreich.
Im September 1959 war im Münchner Union Studio mit Produzent Helmut Jantsch für die Plattenfirma Ariola die Single mit den Titeln Banjo Boy und Mach doch nicht immer soviel Wind aufgenommen worden. Sie kam im November 1959 mit der Katalog-Nummer 35274 auf den deutschen Markt. Am 6. Februar 1960 wurde Banjo Boy zum ersten Mal von der Zeitschrift Musikmarkt in den Top 50 erwähnt und stand später zehn Wochen lang auf dem ersten Platz. In der Musikmarkt-Auswertung von Günter Ehnert in Hit Bilanz wurde Banjo Boy Schlager des Jahres 1960. Die Schallplattenindustrie zeichnete den Titel mit der Goldenen Schallplatte aus, und Radio Luxemburg verlieh ihm 1960 den Bronzenen Löwen. Die Single verkaufte sich alleine in Deutschland über eine Million Mal und zählt zu den erfolgreichsten Schlagern sowie allgemein zu den meistverkauften Singes.
Nach dem Erfolg von Jan und Kjeld wurden in Deutschland weitere Singles mit Banjo Boy herausgebracht. Dabei war auch Deutschlands größte Plattenfirma Polydor, die eine Fassung mit den Honey Twins veröffentlichte. Die beiden österreichischen Sängerinnen kamen in den deutschen Top 50 auf Platz 32. Auch die beiden Billiglabels Hallo und Prima brachten ihre Versionen mit Elrune Fortmann und Hanno Birkenberger bzw. Kai und Tom auf den Markt.

## International
Banjo Boy fand auch international ein beachtliches Echo. Allein in den USA wurden verschiedene Versionen veröffentlicht. Am erfolgreichsten war die deutsche Originalfassung mit Jan und Kjeld auf Kapp Records, die in den Hot 100 des Musikmagazins Billbord bis auf Platz 58 vorstieß. Mit dem englischen Text von Buddy Kaye wurde von der amerikanischen Decca eine Single mit den Honey Twins veröffentlicht. Weitere Buddy-Kaye-Versionen erschienen mit Dorothy Collins, Art Mooney und Patty & Peter. Ebenfalls in den USA erschien eine Instrumentalfassung mit dem Orchester Richard Wolfe.
In Großbritannien kam die englischsprachige Fassung mit Valerie Masters in die Charts von New Musical Express, wo sie Platz 27 erreichte. Daneben wurden weitere englische Fassungen mit George Formby jr. und Laurie London auf der Insel veröffentlicht. Banjo Boy mit dem Text von Buddy Kaye erschien auch in Australien mit Jan und Kjeld, Lori und mit Marie Simone, außerdem in Neuseeland mit den Edward Sisters. In Finnland schrieb Reino Helismaa einen finnischen Text für Eero Ja Jussi.

## Anmerkung
Alle vorstehenden Angaben beziehen sich nur auf Single-Veröffentlichungen. Auf zahlreichen Vinyl-Langspielplatten und Compact Discs wurde Banjo Boy ebenfalls rund um den Erdball veröffentlicht.

## Diskografie
| Interpret                            | Sprache      | Label            | Land        |
| Jan & Kjeld                          | deutsch      | Ariola 35274     | Deutschland |
| Jan & Kjeld                          | deutsch      | Triola 49        | Dänemark    |
| Jan & Kjeld                          | deutsch      | CNR 209          | Niederlande |
| Jan & Kjeld                          | deutsch      | Kapp 335         | USA         |
| Jan & Kjeld                          | deutsch      | Ember 101        | UK          |
| Jan & Kjeld                          | englisch     | Pye Int. 008     | Australien  |
| Honey Twins                          | deutsch      | Polydor 24230    | Deutschland |
| Elrune Fortmann & Hanno Birkenberger | deutsch      | Hallo 1011       | Deutschland |
| Kai und Tom                          | deutsch      | Prima 17         | Deutschland |
| Art Mooney / The Ivys                | englisch     | MGM 12908        | USA         |
| Dorothy Collins                      | englisch     | Top Rank 2052    | USA         |
| Honey Twins                          | englisch     | Decca 31108      | USA         |
| Patty & Peter                        | englisch     | Bonnie Brae 4001 | USA         |
| Richard Wolfe                        | instrumental | Kapp 336         | USA         |
| George Formby                        | englisch     | Pye 15269        | UK          |
| Laurie London                        | englisch     | Parlophone 4662  | UK          |
| Valerie Masters                      | englisch     | Fontana 267110   | UK          |
| Eero Ja Jussi                        | finnisch     | Decca 5507       | Finnland    |
| Lori                                 | englisch     | RCA 101677       | Australien  |
| Marie Simone                         | englisch     | Grendon 65       | Australien  |
| Edward Sisters                       | englisch     | Lotus 1004       | Neuseeland  |